# Tinodes arcuatus
Tinodes arcuatus är en nattsländeart som beskrevs av Nybom 1948. Tinodes arcuatus ingår i släktet Tinodes och familjen tunnelnattsländor. Inga underarter finns listade i Catalogue of Life.